# Guardia Serba
La Guardia Serba (in serbo Српска гарда?, Srpska garda) è stata un gruppo paramilitare nazionalista serbo attivo durante le guerre jugoslave. Il gruppo venne fondato da Vuk Drašković, leader del Movimento del Rinnovamento Serbo e oppositore politico, e da Ðorđe Božović, un ex agente segreto del governo jugoslavo che si era spostato su posizioni di opposizione. Prese parte alle ostilità in Croazia e, per un breve periodo, anche in Bosnia ed Erzegovina.
Essendo stato creato da oppositori politici, che erano comunque ostili al governo di Franjo Tuđman, non ricevette supporto dal governo jugoslavo.

## Storia
L'idea di creare un esercito nazionale serbo indipendente dall’Armata Popolare Jugoslava venne a Vuk Drašković nel giugno del 1991, quando le tensioni in Croazia tra il governo centrale e le repubbliche serbe separatiste si intensificarono notevolmente. Il progetto prevedeva la creazione di una componente regolare, affiancata da formazioni irregolari volontarie, i komitagi (ispirati all'omonimo gruppo bulgaro)
Per realizzare il progetto chiese aiuto ai suoi alleati Branislav Matić, uomo d'affari con relazioni legate alla criminalità di Belgrado che avrebbe finanziato il tutto, e Ðorđe Božović, criminale divenuto in seguito prima un agente segreto dell'UDBA e poi oppositore politico del regime, che si sarebbe occupato dell'addestramento.
I membri venivano reclutati tra le file del Movimento del Rinnovamento Serbo o dalla criminalità locale e venivano addestrati in un campo presso il lago Bor nell'omonima città. Tra coloro che divennero membri ci sono stati Aleksandr Knežević (sottocapo della Banda Voždovac di Belgrado), Vaso Pavićević (capo mafioso proveniente dal Montenegro ed ex pugile) e Zarko Radulović. Nota è anche la presenza nel gruppo di Simo Dubajić, ex partigiano jugoslavo che aveva già preso parte alla Rivoluzione dei tronchi.
Tuttavia il governo di Belgrado, vedeva di malocchio il gruppo, a causa delle sue posizioni di opposizione. Nel luglio del 1991 venne introdotta una legge che vietava la formazione di gruppi paramilitari non integrati nella JNA o nelle difese territoriali delle repubbliche serbe. La Guardia Serba tuttavia non venne sciolta.
Il 4 agosto 1991 Matić venne ucciso nella sua casa a Belgrado e Božović venne arrestato il giorno dopo. Quest'ultimo venne mandato a combattere nella città di Gospić insieme all’esercito jugoslavo contro le forze croate, dove venne ucciso, secondo molti da fuoco amico.

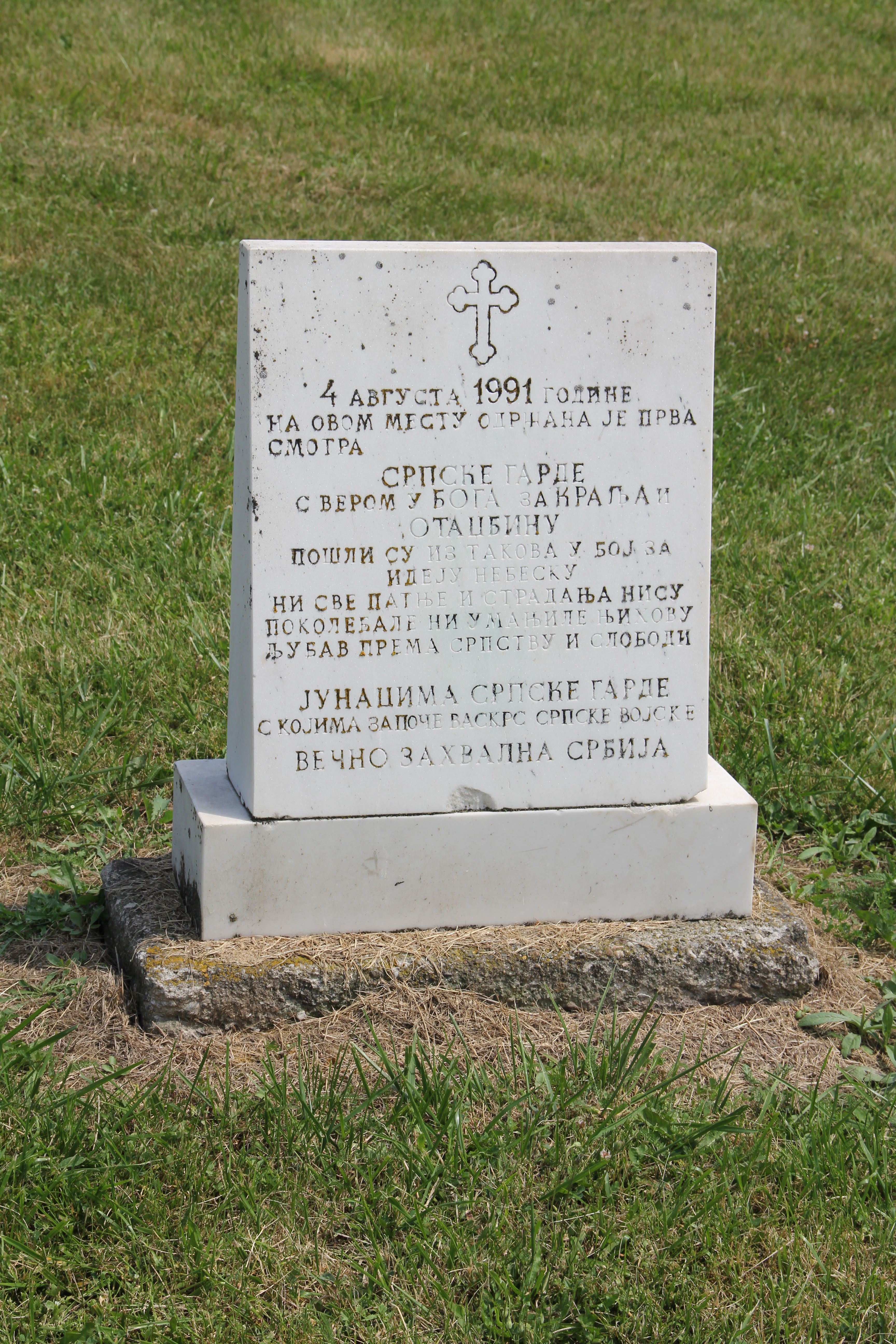
Lapide commerativa

Il comando del gruppo passò a Branislav Lainović, che lasciò la Guardia Serba dopo un conflitto inferno con Drašković. Il gruppo venne infine sciolto nel 1992, dopo aver preso parte ad alcuni combattimenti in Bosnia, con molti suoi membri che si unirono all’Esercito della Repubblica Serba o ad altre unità paramilitari come volontari.